# Tyukodi Márton
Tyukodi Márton (? – ?) református prédikátor.

## Élete
1616. március 24-én a debreceni református kollégium felső osztályába lépett. Körülbelül 1625 tavasza 1627 tavasza között Nyírmihálydiban, majd 1637. június 12-én Vámospércsen volt lelkész; azután 11 hónapig és két hétig herpályi (Bihar megye) házában hivatal nélkül nyomorgott. 1638-ben Nagykőrösre ment papnak, ahol 1646-ig működött. 1650. június 22-én ismét Vámospércsen volt, 1656-tól pedig újból Nagykőrösön volt lelkész 1661-ig.

## Munkája
- Az tiszta életü Joseph Patriarcha életének, szenvedésének és ditsérettel viselt dolgainak Sz. Irás szerént valo magyarázattya ... Várad, 1641 (60 prédikáczió. A prédikácziókhoz írt hosszabb költeményét közli Kulcsár Endre a Figyelő XIX. 1885. kötetében.)